# Casa consistorial de Zafra

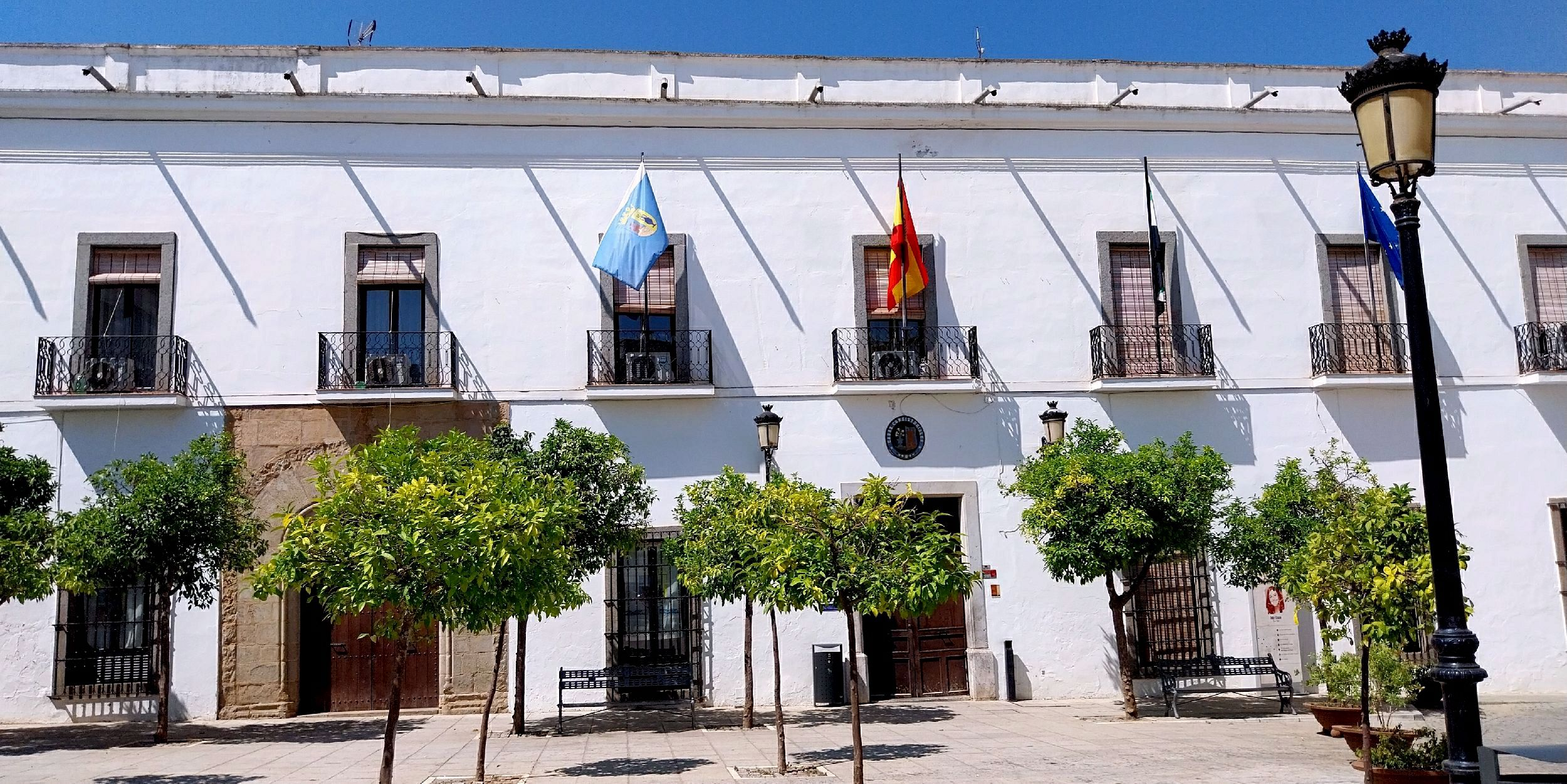
Casa Consistorial de Zafra

La casa consistorial de Zafra está ubicada en un palacio que en el primer cuarto del siglo XVI edificara don García de Toledo y Figueroa, palacio que poseía el privilegio de tener una tribuna a la iglesia de la Candelaria con la que lindaba. En 1600 las monjas Terciarias del Convento de la Cruz de Cristo extramuros, fundado por María de la Cruz, compraron este edificio, que era una de las mejores casas de Zafra quizás la mejor tras el Alcázar, para nuevo monasterio de la orden con la oposición de la I Duquesa de Feria, Juana Dormer, por entonces gobernadora del Estado de Feria, que quiso destinar el palacio a un colegio de jesuitas. Allí estuvieron las Terciarias de la Cruz hasta la desamortización de Mendizábal en 1836.

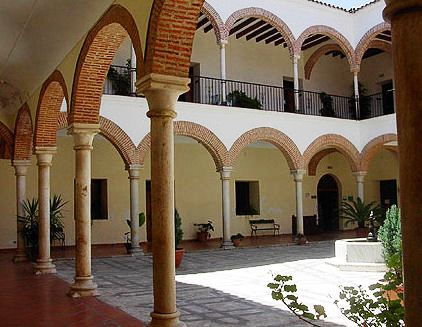
Patio de la Casa Consistorial de Zafra.

Poco después el edificio se cedió para escuelas públicas y luego fue ocupado por las dependencias municipales, que se trasladaron desde el viejo palacio de la Plaza Chica (que actualmente, pero por poco tiempo ya, es Palacio de Justicia de Zafra) en 1881, tras ser sometido el edificio a amplias reformas que le iban a prestar una nueva fisonomía pero que destruyeron muchos elementos de su antigua fábrica. Ha llegado hasta nuestros días el bonito patio claustral con columnata de mármol, la escalera de piedra y la antigua puerta del convento que fue sacada de nuevo a la luz tras la reforma del edificio de los años 80 del siglo XX.
La casa consistorial se encuentra en la plaza del Pilar Redondo y parte de él puede ser visitado libremente en las horas que permanece abierto al público. En dicha plaza son dignas de mencionar las casas señoriales, alguna modernista, que la conforman en especial la Casa Palacio de los Condes de la Corte de la Berrona, hoy día convertida en hotel.